# Tarangambadi - Byen med de syngende bølger
|  | Denne artikel er oprettet af botten Steenthbot ud fra en ekstern database. Den kan derfor have sproglige fejl eller mangler. Denne skabelon kan fjernes efter kontrol af indholdet. |

Tarangambadi - Byen med de syngende bølger er en dansk dokumentarfilm fra 1988 instrueret af Tue Ritzau og efter manuskript af Esther Fihl.

## Handling
Tarangambadi, indisk for "Byen med de syngende bølger", kom på dansk til at hedde Tranquebar. En film om Danmarks første koloni - et kulturmøde gennem 350 år.